# Лукреция ди Козимо де Медичи
Вижте пояснителната страница за други личности с името Лукреция де Медичи.
Лукрèция де Мèдичи (на италиански: Lucrezia de' Medici) или Лукреция ди Кòзимо I де Мèдичи (на италиански: Lucrezia di Cosimo I de' Medici; * 14 февруари 1544 или 7 юни 1545, Флоренция, Флорентинско херцогство; † 21 април 1561, Ферара, Херцогство Ферара) e принцеса от Дом Медичи и чрез брак херцогиня на Ферара, Модена и Реджо.

## Произход
Тя е дъщеря на Козимо I де Медичи (* 1519, † 1574), първи Велик херцог на Тоскана, и на съпругата му Елеонора ди Толедо (* 1522, † 1562). Нейни дядо и баба по бащина линия са кондотиерът Джовани дале Банде Нере и Мария Салвиати, внучка на Лоренцо Великолепни, а по майчина – дон Педро Алварес де Толедо и Сунига, вицекрал на Неапол, и Мария Осорио и Пиментел, маркиза на Вилафранка дел Биерсо. Тя е петото дете и третата дъщеря на Козимо I, херцог на Флоренция, бъдещ велик херцог на Тоскана, и Елеонора Алварес де Толедо. Има седем братя и три сестри:
- Мария Лукреция (* 1540, † 1557), принцеса на Велико херцогство Тоскана
- Франческо I (* 1549, † 1587), 2-ри Велик херцог на Тоскана
- Изабела (* 1542, † 1576), херцогиня на Брачано като съпруга на Паоло Джордано I Орсини
- Джовани (* 1543, † 1562), епископ на Пиза и кардинал от 31 януари 1560 г.
- Пиеро (Педрико) (* 1546, † 1547)
- Гарция (* 1547, † 1562)
- Антонио (* 1548, † 1548)
- Фердинандо I (* 1549, † 1609), кардинал от 1562 г., след смъртта на брат си Франческо I става 3-ти Велик херцог на Тоскана (1587)
- Анна (* /† 1553)
- Пиетро, понякога наричан Пиеро или Педро и известен в Испания като Дон Педро (* 1554, † 1604), военен, генерал и политик.

Освен това има една полусестра от втория брак на баща си и един полубрат и две полусестри от негови извънбрачни връзки.

## Биография

### Ранни години
Лукреция е кръстена на прабаба си по бащина линия. Както всички деца на херцога и херцогинята тя получава добро образование и е възпитавана в строгост, според испанския дворцов церемониал, който майка ѝ спазва. Момичетата в това семейство не могат да напускат стаите си без разрешение, където само дуени (стари моми, които бдят за благоразумието) могат да бъдат с тях. Освен бащата и братята им до тях се допускат и възрастни изповедници.

### Брак
От детството родителите търсят достоен партньор за дъщеря си. През 1549 – 1550 г. е планиран бракът ѝ с Дон Педро де Арагона и Кардона, 3-ти херцог на Монталто. През 1552 г. тя е сгодена за Фабио дал Монте, племенник на папа Юлий III, но годежът е анулиран след смъртта на папата през 1555 г. През 1557 г., в знак на помирение между профренския херцог на Ферара и Модена Ерколе II д’Есте и испанския крал Филип II е решено престолонаследникът на Ферара и Модена да се ожени за Мария Лукреция де Медичи, най-голямата дъщеря на флорентинския херцог Козимо I, съюзник на Испания и посредник в преговорите. Мария обаче умира малко след това и Лукреция заема нейното място.
На брака между принц от рода на Есте и принцеса от рода на Медичите се противопоставя профренската партия в двора на младоженеца. За съпруга на престолонаследника са предложени сестрата и Елизабет дьо Валоа – дъщеря на френския крал Анри II. Сред посланиците, пристигнали във Флоренция от Ферара, които все още не са видели Лукреция, умишлено се разпространяват слухове за грозотата ѝ и лошото ѝ здраве. Въпреки това на 13 април 1558 г. в Пиза е сключен брачен договор, според който за булката се дава зестра от 200 000 златни скуди. На 11 май същата година Алесандро Фиаски, представителят на Ферара, подарява на Лукреция пръстен в знак на годеж. Тогава посланиците за първи път я виждат и са доволни от външния ѝ вид. Тя им изглежда възпитано и добродетелно момиче.
Престолонаследникът Алфонсо I д’Есте влиза тържествено във Флоренция на 18 май 1558 г. На 3 юли същата година той и Лукреция се венчават в параклиса в Палацо Пити, а според друга версия – в църквата „Санта Мария Новела“, от епископа на Кортона Джованбатиста ди Симоне Риказоли. По молба на тъща си престолонаследникът се съгласява да отложи брачната нощ, докато 13-годишната му съпруга не стане жена. Според устно споразумение между него и тъста му, постигнато при сключване на брачния договор, три дни след сватбата Алфонсо напуска Флоренция. Той отива в двора на френския крал в Париж, който обещава да плати суверенен дълг на Херцогство Ферара от 300 000 дуката. Лукреция, въпреки поканата на свекъра си да дойде във Ферара, по молба на майка си остава да чака съпруга си във Флоренция.
Заедно със сестра си Изабела коронованата принцеса живее в покоите на майка им, изолирана от останалия свят, и те не могат да ги напускат без разрешението ѝ. Лукреция е влюбена в съпруга си, но той е безразличен към нея. Многобройните ѝ писма до него често остават без отговор. Докато чака Алфонсо, тя не яде почти нищо и говори малко, ежедневно се моли за него дълго време на сутрешната служба. Тя желае да се освободи от грижите на майка си и да започне самостоятелен живот. Известно време по-късно херцогът на Флоренция изразява недоволство от зет си, че той бави завръщането си при жена си. Едва след смъртта на Ерколе II на 3 октомври 1559 г., когато Алфонсо става херцог на Ферара, Модена и Реджо под името Алфонсо II, а съпругата му става съответно херцогиня, той напуска Франция и я взема при себе си. На 17 февруари 1560 г. Лукреция тържествено влиза във Ферара.

### Обстоятелства на смъртта
Във Ферара херцогинята не живее дълго и почти през цялото това време присъствието ѝ е ограничено до частните ѝ апартаменти. По-малко от година след пристигането си тя се разболява от белодробна туберкулоза и умира два месеца по-късно, на 21 април 1561 г., на 16-17-годишна възраст. Според заключението на д-р Андреа Паскуали, изпратено до херцогинята от баща ѝ от Флоренция, по време на болестта на Лукреция Алфонсо непрекъснато бди над нея. Аутопсията на лекаря разкрива, че херцогинята е починала от „гнила треска". Въпреки това, след смъртта на Лукреция се разпространяват слухове, че е била отровена.
Тя е погребана във Ферара, в манастира „Корпус Домини“, в семейната гробница на Дом Есте. Бракът ѝ с Алфонсо II е бездетен и вдовецът се жени още два пъти: през 1565 г. за ерцхерцогиня Барбара Австрийска и през 1579 г. за принцеса Маргарита Гондзага. И в двата брака няма деца. Със смъртта на Алфонсо II Херцогство Ферара става част от Папската държава, а Херцогство Модена и Реджо преминава към неговия племенник Чезаре д’Есте, потомък на незаконната линия на Дом Есте.

## Лукреция де Медичи в културата
Съхранен е красив неин портрет на Аньоло Брондзино в загадъчна черна рокля, една от най-ценните и скъпи цветови разновидности, която разкрива нейните невинни черти.
Лукреция е „последната херцогиня“ от „Моята последна херцогиня“ (на англ. My Last Duchess) – драматичен монолог в стихове от Робърт Браунинг, публикуван за първи път под заглавието „Италия“ (Italy) през 1842 г. в сборника „Драматична лирика“ (Dramatic Lyrics) и през 1845 г. с настоящото заглавие в сборника „Драматични романси и лирика“ (Dramatic Romances and Lyrics).